# 小行星3343
小行星3343（3343 Nedzel）是一颗围绕太阳公转的小行星。1982年4月28日，勞倫斯·G·塔夫（Laurence G. Taff）在索科罗发现了此天体。
这颗小行星的绝对星等为229.59989等。